# Nigrolentilocus africanus
Nigrolentilocus africanus är en svampart som först beskrevs av B. Sutton, och fick sitt nu gällande namn av R.F. Castañeda & Heredia 2001. Nigrolentilocus africanus ingår i släktet Nigrolentilocus och familjen Melanommataceae.   Inga underarter finns listade i Catalogue of Life.